# Теракты в Дамаске (2011)
Теракты произошли 23 декабря 2011 года в столице Сирии, Дамаске. Террористы-смертники подорвали здания, принадлежавшие силам безопасности Сирии.

## Предыстория
Теракты произошли на фоне массовых волнений, продолжавшихся с 15 марта. 23 декабря в Сирию прибыли международные наблюдатели от Лиги арабских государств.

## Теракты
Во время пятничной молитвы два заминированных автомобиля были взорваны в квартале Кафар Сусе.
Первый из них взорвался при попытке прорыва в штаб-квартиру госбезопасности Сирии. Второй — возле здания областного департамента общей разведки. Не считая смертников, погибло 44 человека, 166 было ранено. Большинство погибших от взрыва были мирными гражданами.
Взрывы были такой силы, что их можно было услышать в большинстве районов города.

## Подозреваемые
Власти Сирии заявили, что теракты были организованы «Аль-Каидой». Представители оппозиции обвинили в организации терактов правительство Сирии.
24 декабря сирийское отделение организации «Братья-мусульмане» взяло на себя ответственность за теракты. Однако позже представитель «Братьев-мусульман» в интервью телеканалу Аль-Арабия опроверг это заявление.